# Marc Weller
Marc Weller (* 27. Oktober 1951 in Mutzig) ist ein ehemaliger französischer Fußballtorwart.

## Karriere
Weller wurde bei der AS Mutzig in seiner elsässischen Heimat ausgebildet, bis er 1970 im Alter von 18 Jahren zum westfranzösischen Erstligisten SCO Angers wechselte. Bei Angers war er lediglich als dritter Torwart vorgesehen und spielte, abgesehen von zwei Pokalpartien in der Saison 1973/74, ausschließlich in der Reservemannschaft. Mit dem Auslaufen seines Vertrags im Sommer 1974 verließ der zu diesem Zeitpunkt 22-Jährige Torwart den Verein, ohne sein Profidebüt in der höchsten französischen Spielklasse erreicht zu haben, und unterschrieb beim SEC Bastia. Dort avancierte er zunächst zum Stammtorwart und erreichte somit sein Erstligadebüt, wurde dann aber von Gérard Gili weitgehend verdrängt. Dennoch lieferte sich Weller mit dem geringfügig jüngeren Gili einen weiteren Konkurrenzkampf und bestritt bis zu dem Wechsel seines Konkurrenten zum FC Rouen im Jahr 1976 selbst insgesamt 29 Ligaspiele. Nach dem Abgang Gilis wurde Weller mit dem jugoslawischen Nationaltorwart Ognjen Petrović ein neuer Kollege an die Seite gestellt, der an seiner Stelle zum ersten Torwart wurde. Weil sich dieser jedoch zu Beginn der Spielzeit 1977/78 verletzte, nahm Weller die Position im freigewordenen Tor ein und lief damit auch im UEFA-Pokal auf. Im Januar 1978 büßte er diese Rolle ein, als vom Stade Rennes Pierrick Hiard, der später ein Länderspiel für Frankreich bestritt, verpflichtet wurde und ihn ersetzte. Hiard hütete auch in den beiden Finalspiels im Europapokal gegen die PSV Eindhoven, das das Team erreicht hatte, das Tor. Nach einem 0:0 im Hinspiel stand es im Rückspiel 0:3, als Weller in der 75. Minute eingewechselt wurde, die Niederlage aber nicht mehr verhindern konnte, auch wenn er kein weiteres Gegentor kassierte. Weller blieb noch ein Jahr in Bastia, wobei er regelmäßig zum Einsatz kam. 
Als Trainer Cahuzac den Verein 1979 in Richtung des Zweitligisten FC Toulouse verließ, nahm er Weller in die südfranzösische Metropole mit. Zwar war der Spieler in Toulouse nicht unumstritten gesetzt, lief aber trotzdem häufig für die Mannschaft auf, bis er sich in der Vorbereitung zur Spielzeit 1982/83 verletzte. Infolgedessen wurde mit Stéphane d’Angelo ein Ersatzmann engagiert, der die gesamte Saison über spielte. So verpasste Weller 1983 zugleich den Aufstieg in die erste Liga. Danach konnte er sich wieder ins Team zurückkämpfen und bestritt 23 Erstligaspiele, bis er 1983 beim Zweitligisten CFC Quimper unterschrieb. Er verbrachte sein letztes Jahr seiner Laufbahn, die er 1984 mit 32 Jahren beendete, als Stammtorwart. Im Anschluss daran war er im Elsass als Unternehmer tätig.